# FlyCAA
flyCAA ist eine kongolesische Fluggesellschaft mit Sitz in Kinshasa und Basis auf dem Flughafen Ndjili. Sie ging 2013 aus der Fusion von flyCongo (2012–2013) und CAA - Compagnie Africaine d’Aviation (1992–2013) hervor.

## Geschichte
Das Unternehmen wurde als regionale Fluggesellschaft im Juni 1991 gegründet und operierte ab 1992 zunächst mit einer Flotte von vier Grumman Gulfstream I. Mit dem Erwerb einer Convair 580 im Jahr 1993 sowie einer weiteren Maschine gleichen Typs 1995 wurde das Frachtgeschäft weiter ausgebaut. Die Einflottung von drei gebrauchten Antonow An-26 sowie von drei gebrauchten Iljuschin Il-18 erfolgte zwei Jahre später.
2005 kam mit einer McDonnell Douglas MD-82 der erste Jet zur CAA und war damit gleichzeitig das erste geeignete Fluggerät für Mittelstrecken. Dazu kamen außerdem eine Boeing 727 sowie ab August 2008 auch eine Douglas DC-8-62 für Frachtflüge zum Einsatz.
Alle Fluggesellschaften der Demokratischen Republik Kongo sind seit Mai 2006 auf der Liste der Betriebsuntersagungen für den Luftraum der Europäischen Union verzeichnet. Damit ist es auch für CAA untersagt, Flüge in die Europäische Union durchzuführen.
Ein erster Airbus A320-200 konnte im Mai 2010 von Nouvelair übernommen werden. Das Flugzeug verfügt über 180 Sitzplätze der Economy Class. Damit ist CAA die erste Fluggesellschaft in der Region Zentralafrika, die diesen Flugzeugtyp einsetzt. Eine zweite A320-200 konnte am 16. Juni 2011 in Kinshasa in Empfang genommen werden. Eingesetzt werden diese Flugzeuge auf den Routen von Kinshasa nach Lubumbashi, Flughafen Mbuji-Mayi und Goma. Auf regionalen Strecken bilden Fokker 50 einen Ersatz für die An-26 und Il-18.

## Flugziele
CAA bedient von Kinshasa hauptsächlich Ziele innerhalb der Demokratischen Republik Kongo. International wird lediglich Johannesburg in Südafrika angeflogen.

## Flotte

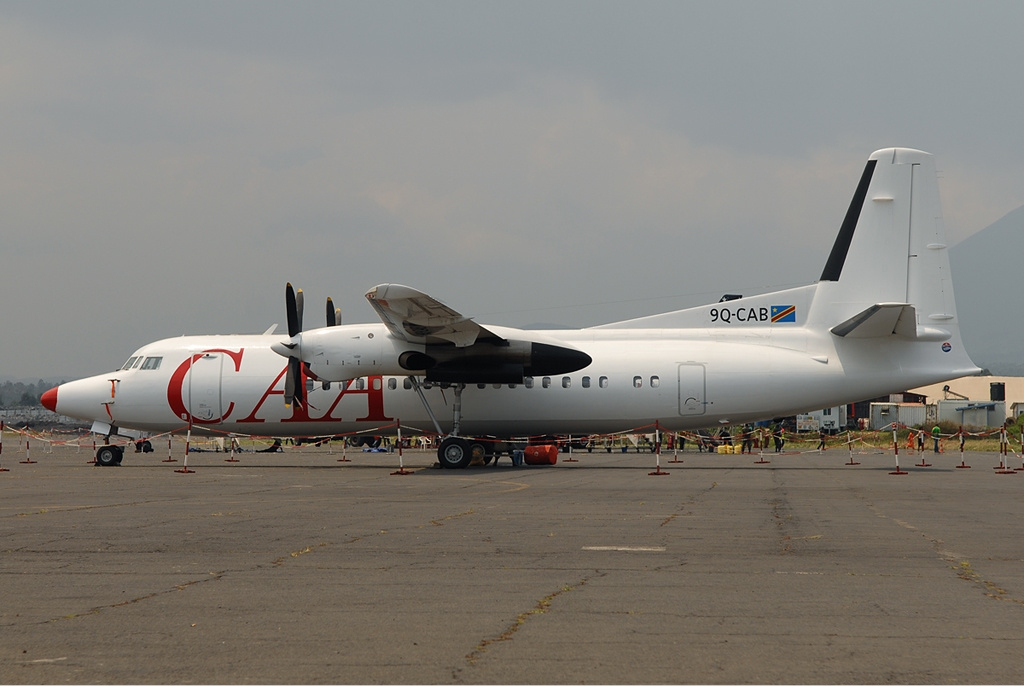
Fokker 50 der CAA

Mit Stand April 2024 besteht die Flotte aus 9 Flugzeugen mit einem Durchschnittsalter von 18,6 Jahren:
| Flugzeugtyp     | aktiv | Bestellt | Anmerkungen                        | Sitzplätze (C = Business Class, Y = Economy Class) | Durchschnittsalter |
| --------------- | ----- | -------- | ---------------------------------- | -------------------------------------------------- | ------------------ |
| Airbus A320-200 | 03    |          |                                    | 0156 (C12 Y144)                                    | 017,5 Jahre        |
| Airbus A330-200 | 01    |          |                                    | 0 297 (C24 Y273)                                   | 021,5 Jahre        |
| Airbus A330-300 | 01    |          | inaktiv                            | 0 313 (C36 Y277)                                   | 018,3 Jahre        |
| ATR 72-500      | 04    |          | 1 inaktiv; davon 2 Frachtflugzeuge | Y66                                                | 18,9 Jahre         |
| Gesamt          | 09    | –        |                                    |                                                    | 18,6 Jahre         |

### Ehemalige Flugzeugtypen
Zuvor betrieb die CAA unter anderem auch folgende Flugzeugtypen:
- Airbus A321-200
- Boeing 727-231F Super 27
- Convair CV-580
- Douglas DC-8-62F
- Fokker F100
- Iljuschin Il-18B-F
- McDonnell Douglas MD-81
- McDonnell Douglas MD-82
- Fokker 50

## Zwischenfälle

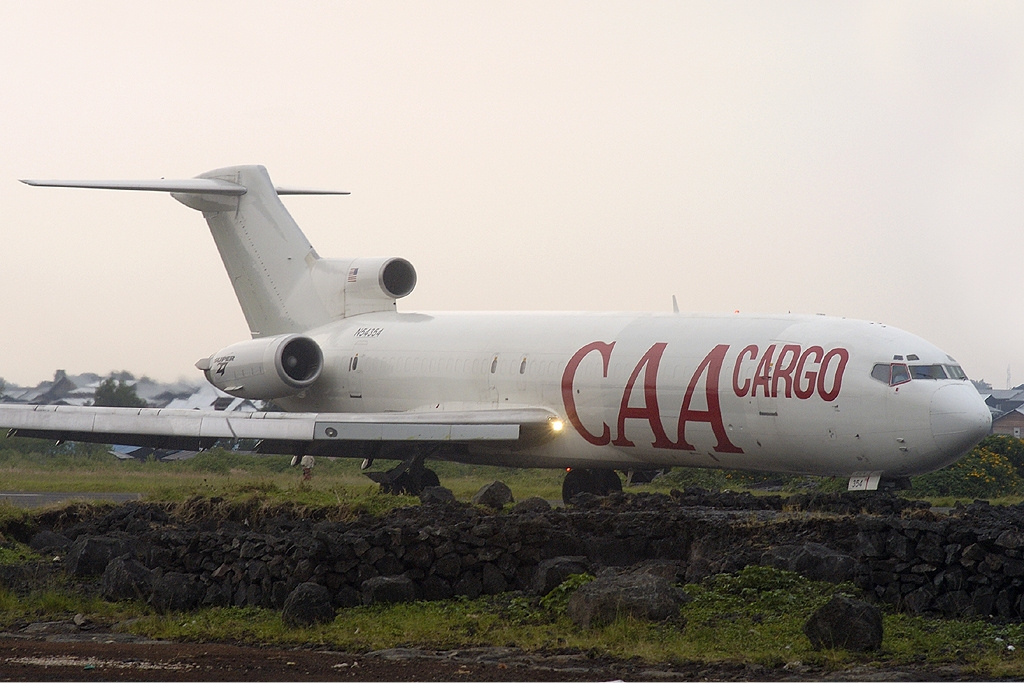
Die am 2. Januar 2010 zerstörte Boeing 727-231F Super 27 der CAA (MSN 21986)

- Am 29. November 2009 schoss eine McDonnell Douglas MD-82 mit dem Luftfahrzeugkennzeichen 9V-CAB auf dem Flughafen Goma beim missglückten Bremsvorgang über die Landebahn hinaus und erlitt schwere Schäden bei der Kollision mit erkalteter Lava. Passagiere und Besatzung blieben dabei unverletzt und konnten das schwer beschädigte Flugzeug über Notrutschen verlassen. Jedoch musste die Maschine als Totalschaden abgeschrieben werden. An gleicher Stelle war bereits 25. April 2008 eine Douglas DC-9-52 der Hewa Bora Airways verunglückt.[6]
- Am 2. Januar 2010 rutschte eine Boeing 727-200 Frachtmaschine mit dem Luftfahrzeugkennzeichen 9Q-CAA bei starkem Regen in Kinshasa von der Landebahn. Nach dem vorangegangenen Start vom Flughafen Kinshasa traten Probleme mit der Hydraulik des Flugzeugs auf. Da die Besatzung eine negative Auswirkung auf das Bremssystem vermutete, kehrte die Crew zum Flughafen Ndjili zurück, da dieser über eine längere Landebahn als Kananga verfügt. Nach dem Aufsetzen auf die Landebahn 06 versagten die Bremsen der Boeing und mit Kollabieren des linken Hauptfahrwerkes rutschte das Flugzeug von der Piste. Im Zuge der Ermittlungen zum Unfallhergang stellte es sich heraus, dass die Maschine nur drei Tage vorher in Goma einen Tailstrike erlitten hatte und die betroffenen Sektionen zwar geprüft, aber nicht ausgetauscht worden waren. Das Flugzeug wurde als Totalschaden abgeschrieben, die Besatzung blieb unverletzt.[7]
- Am 4. März 2013 stürzte eine Fokker 50 mit dem Luftfahrzeugkennzeichen 9Q-CBD in Goma ab. Bei der Bruchlandung starben sieben Menschen; drei der zehn Insassen der aus Lodja kommenden Maschine überleben den Absturz.[8]